# ۸۸۴ (خورشیدی)
۸۸۴ هشتصد و هشتاد و چهارمین سال هجری خورشیدی است.